# Peter-Lee Vassell
Peter-Lee Vassell (Montego Bay, 3 febbraio 1998) è un calciatore giamaicano, centrocampista svincolato.

## Carriera

### Club
L'11 gennaio 2019 viene scelto all'MLS SuperDraft dal Los Angeles FC, dopo aver trascorso due stagioni in patria con l'Harbour View.

### Nazionale
Ha esordito con la nazionale giamaicana il 26 marzo 2018, nell'amichevole pareggiata per 1-1 contro Antigua e Barbuda.

## Statistiche

### Cronologia presenze e reti in nazionale
| Cronologia completa delle presenze e delle reti in nazionale ― Giamaica | Cronologia completa delle presenze e delle reti in nazionale ― Giamaica | Cronologia completa delle presenze e delle reti in nazionale ― Giamaica | Cronologia completa delle presenze e delle reti in nazionale ― Giamaica | Cronologia completa delle presenze e delle reti in nazionale ― Giamaica | Cronologia completa delle presenze e delle reti in nazionale ― Giamaica | Cronologia completa delle presenze e delle reti in nazionale ― Giamaica | Cronologia completa delle presenze e delle reti in nazionale ― Giamaica |
| Data                                                                    | Città                                                                   | In casa                                                                 | Risultato                                                               | Ospiti                                                                  | Competizione                                                            | Reti                                                                    | Note                                                                    |
| ----------------------------------------------------------------------- | ----------------------------------------------------------------------- | ----------------------------------------------------------------------- | ----------------------------------------------------------------------- | ----------------------------------------------------------------------- | ----------------------------------------------------------------------- | ----------------------------------------------------------------------- | ----------------------------------------------------------------------- |
| 26-3-2018                                                               | Kingston                                                                | Giamaica                                                                | 1 – 1                                                                   | Antigua e Barbuda                                                       | Amichevole                                                              | -                                                                       | 56’                                                                     |
| 26-4-2018                                                               | Basseterre                                                              | Saint Kitts e Nevis                                                     | 1 – 3                                                                   | Giamaica                                                                | Amichevole                                                              | -                                                                       | 80’                                                                     |
| 29-4-2018                                                               | North Sound                                                             | Antigua e Barbuda                                                       | 0 – 2                                                                   | Giamaica                                                                | Amichevole                                                              | 1                                                                       | 45’                                                                     |
| 17-8-2018                                                               | St. George's                                                            | Grecia                                                                  | 1 – 5                                                                   | Giamaica                                                                | Amichevole                                                              | 2                                                                       | 60’                                                                     |
| 20-8-2018                                                               | Waterford                                                               | Barbados                                                                | 2 – 2                                                                   | Giamaica                                                                | Amichevole                                                              | 1                                                                       |                                                                         |
| 7-9-2018                                                                | Harrison                                                                | Giamaica                                                                | 0 – 2                                                                   | Ecuador                                                                 | Amichevole                                                              | -                                                                       |                                                                         |
| 9-9-2018                                                                | Kingston                                                                | Giamaica                                                                | 4 – 0                                                                   | Isole Cayman                                                            | CONCACAF Nations League 2019-2020                                       | -                                                                       |                                                                         |
| 14-10-2018                                                              | Willemstad                                                              | Bonaire                                                                 | 0 – 6                                                                   | Giamaica                                                                | CONCACAF Nations League 2019-2020                                       | 1                                                                       | 68’                                                                     |
| 17-11-2018                                                              | Montego Bay                                                             | Giamaica                                                                | 2 – 1                                                                   | Suriname                                                                | CONCACAF Nations League 2019-2020                                       | -                                                                       | 45+3’ 59’                                                               |
| 23-3-2019                                                               | San Salvador                                                            | El Salvador                                                             | 2 – 0                                                                   | Giamaica                                                                | CONCACAF Nations League 2019-2020                                       | -                                                                       | 80’                                                                     |
| 5-6-2019                                                                | Washington                                                              | Stati Uniti                                                             | 0 – 1                                                                   | Giamaica                                                                | Amichevole                                                              | -                                                                       | 77’                                                                     |
| 17-6-2019                                                               | Kingston                                                                | Giamaica                                                                | 3 – 2                                                                   | Honduras                                                                | Gold Cup 2019 - 1º turno                                                | -                                                                       | 77’                                                                     |
| 3-7-2019                                                                | Nashville                                                               | Giamaica                                                                | 1 – 3                                                                   | Stati Uniti                                                             | Gold Cup 2019 - Semifinale                                              | -                                                                       | 49’ 83’                                                                 |
| 6-9-2019                                                                | Montego Bay                                                             | Giamaica                                                                | 6 – 0                                                                   | Antigua e Barbuda                                                       | CONCACAF Nations League 2019-2020 - 1º turno                            | 1                                                                       | 68’                                                                     |
| 15-11-2019                                                              | North Sound                                                             | Antigua e Barbuda                                                       | 0 – 2                                                                   | Giamaica                                                                | CONCACAF Nations League 2019-2020 - 1º turno                            | -                                                                       | 69’                                                                     |
| 18-11-2019                                                              | Montego Bay                                                             | Giamaica                                                                | 1 – 1                                                                   | Guyana                                                                  | CONCACAF Nations League 2019-2020 - 1º turno                            | -                                                                       | 75’                                                                     |
| 11-3-2020                                                               | Montego Bay                                                             | Giamaica                                                                | 2 – 0                                                                   | Bermuda                                                                 | Amichevole                                                              | -                                                                       | 58’                                                                     |
| 2-9-2021                                                                | Città del Messico                                                       | Messico                                                                 | 2 – 1                                                                   | Giamaica                                                                | Qual. Mondiali 2022                                                     | -                                                                       | 87’                                                                     |
| 2-2-2022                                                                | Kingston                                                                | Giamaica                                                                | 0 – 1                                                                   | Costa Rica                                                              | Qual. Mondiali 2022                                                     | -                                                                       | 70’                                                                     |
| 27-3-2022                                                               | Toronto                                                                 | Canada                                                                  | 4 – 0                                                                   | Giamaica                                                                | Qual. Mondiali 2022                                                     | -                                                                       | 70’                                                                     |
| Totale                                                                  |                                                                         | Presenze                                                                | 20                                                                      |                                                                         | Reti                                                                    | 6                                                                       |                                                                         |

## Palmarès

### Club

#### Competizioni nazionali
- USL Championship: 1

Phoenix Rising: 2019